# Мачулищи (аэропорт)
Мачулищи — действующий военный аэродром, расположенный вблизи города Минска.

## История
В апреле 1941 года на аэродроме начал формироваться 184-й истребительный авиационный полк в составе 59 истребительной авиадивизии ВВС ЗОВО. В конце мая получил самолёты И-16 от 124-го иап, ранее базировавшегося в Мачулищах. 22 июня 1941 года не окончив формирование, полк вступил в боевые действия на самолётах И-16. Уже 3 июля полк выведен в тыловую полосу фронта, где вошел в 11-ю смешанную авиадивизию ВВС Западного фронта, имея в боевом составе 28 И-16, из них 17 самолётов с мотором М-25 и 11 — с мотором М-63.
В период со 2 октября 1944 года по 14 апреля 1945 года на аэродроме базировался 907-й истребительный авиационный полк ПВО на самолётах Ла-5.
В период с января по 13 марта 1945 года на аэродроме базировалась 16-я гвардейская бомбардировочная авиационная Сталинградская дивизия. В январе, феврале и марте 1945 года дивизия действовала в интересах 2-го и 3-го Белорусского фронтов, выполняя бомбардировки Данцига и Кёнигсберга. Базируясь на аэродроме, дивизия принимала участие в боевых действиях составом двух полков: 6-го и 17-го гвардейских бомбардировочных полков. 326-й бомбардировочный авиационный полк, находясь в стадии формирования на самолётах Ер-2, в боевых действиях не участвовал.
Аэродром построен в 1950-х годах. В советское время на нём базировался 121-й тяжелый бомбардировочный авиационный полк и 25-я отдельная смешанная эскадрилья. 121-й полк в 1994 году был выведен в Россию.
На аэродроме в 1951 году сформирован 201-й истребительный авиационный полк ПВО на самолётах МиГ-15, вошедший в состав 39-й истребительной авиационной дивизии ПВО. В 1953 году полк переучился на самолёты МиГ-17ПФ, которые эксплуатировал до 1961 года. В 1957 году полк получил МиГ-19ПМ и МиГ-19ПФ, которые эксплуатировал до 1961 года. В 1961 году полк получил новые Су-9, на которых летал до 1976 года. На их смену пришли МиГ-23МЛ и МиГ-23МЛД. После распада СССР в январе 1991 года полк перешел под юрисдикцию Белоруссии, а в 1994 году полк расформирован на аэродроме.
С 1994 года на территории аэродрома находится 50-я смешанная авиационная база. Также на аэродроме с 1994 по 2003 год базировалась компания «Трансавиаэкспорт».

## Авиационные происшествия
- 30 мая 1963 года — катастрофа самолёта Су-9, лётчик к-н Сорокин Г. При перегоне самолёта в Барановичи после взлёта самолёт потерял управление, перевернулся и с вращением упал в районе улицы Харьковской. Лётчик средствами спасения не воспользовался и погиб. Су-9 вместе с лётчиком ушёл в землю на 6 м.
- 3 августа 1966 года — катастрофа самолёта Ту-16, КК Денисюк С. В. Экипаж выполнял днём перелёт с аэродрома Мачулищи на грунтовой аэродром Желудок. После приземления началось разрушение фюзеляжа сверху в районе 22-26-го шпангоутов с одновременным возникновением пожара. Передняя кабина на удалении 95 м от точки приземления опустилась на переднее колесо шасси и отделилась от самолёта. Остальная часть самолёта (без передней кабины) взмыла на высоту 20-25 м, на удалении 590 м от точки приземления с правым креном ударилась о землю, разрушилась и сгорела. ШК, КОУ и ВСР погибли, КК, ПКК и ВШК получили травмы.
- 20 июня 1972 года — авария самолёта Су-9, аэродром Мачулищи, лётчик майор Чурилин А. З. Полёт выполнялся парой из дежурных сил по боевой тревоге, с 2-мя УР Р-55, 2 УР Р-2УС и 2-мя ПТБ. На взлёте загорелась лампочка «Пожар двигателя». Взлёт проходил с МК 337° (в сторону Минска), за самолётом потянулся шлейф дыма. После команды РП на катапультирование лётчик сумел отвернуть от города и на высоте около 100 м благополучно катапультировался. На земле жертв и разрушений нет, пострадал подросток, проезжавший по дороге на мопеде, взрывной волной был сброшен на землю, но остался жив.
- 2 июня 1977 года — катастрофа самолёта Ту-16, аэродром Бобруйск, КК командир отряда старший лейтенант Харьков А. Н. Экипаж выполнял перелёт с аэродрома Мачулищи на аэродром Бобруйск. После взлёта с высоты 1530 м перешёл на крутое пикирование с углом до 70° и столкнулся с землёй. Экипаж и находившийся на борту старший техник самолёта погибли.
- 1985 год — авария самолёта МиГ-29, аэродром Мачулищи. При выполнении «тюльпана» в составе четвёрки истребителей в демонстрационном полёте в присутствии министра обороны маршала Соколова С. Л. в ходе учений «Щит-85» самолёт столкнулся с землёй. Лётчик успешно катапультировался и остался жив. Предположительная причина: помпаж двигателя.
- 26 февраля 2023 года — произошли два взрыва, в результате чего был повреждён российский военный самолёт ДРЛО А-50У и снегоуборочная техника[8][9].